# Syd Mead
Sydney Jay Mead (Saint Paul, 18 luglio 1933 – Pasadena, 30 dicembre 2019) è stato un designer e illustratore statunitense.

## Biografia
Appartenente a una categoria di concept artist solitamente definiti "futuristi visuali", divenne noto per le opere create come concept artist in numerosi film di fantascienza prodotti negli anni ottanta e novanta. Tra i titoli più celebri in cui ha lavorato si ricordano Blade Runner, Tron, Aliens - Scontro finale ed il primo film di Star Trek. Nel 1998 è stato chiamato dal regista di animazione giapponese Yoshiyuki Tomino, per realizzare la parte concettuale del mecha design della serie Turn A Gundam. Fu inoltre autore di diversi libri e titolare della Syd Mead Inc. Insieme ai colleghi Ron Cobb e Chris Foss, può essere considerato tra i più illustri futuristi visuali di sempre.